# یوری کلیموف
یوری کلیموف (روسی: Юрий Михайлович Климов؛ زادهٔ ۲۲ ژوئیهٔ ۱۹۴۰) بازیکن هندبال اهل اتحاد جماهیر شوروی سوسیالیستی بود.